# Sant Salvador-Santueri
Sant Salvador-Santueri és una àrea natural d'especial interès (ANEI) de Mallorca. Té una superfície de 1682 ha, i està situat al terme municipal de Felanitx. Aquesta àrea correspon a un sector de les Serres de Llevant, i té com a principals elevacions el puig de Sant Salvador (510), el de Santueri (390) i el de la Comuna Grossa (409).
Els vessants dels cims estan recoberts de pinars i alzinars, en aquests boscos s'hi troben endemismes balears com l'estepa joana i el pa porcí.
En aquest espai s'hi troba l'important santuari de Sant Salvador i el castell de Santueri.
Es pot accedir a l'àrea natural per la carretera que puja al puig de Sant Salador (Ma-4011) o per la pista que puja al castell de Santueri.